# Kai Taschner

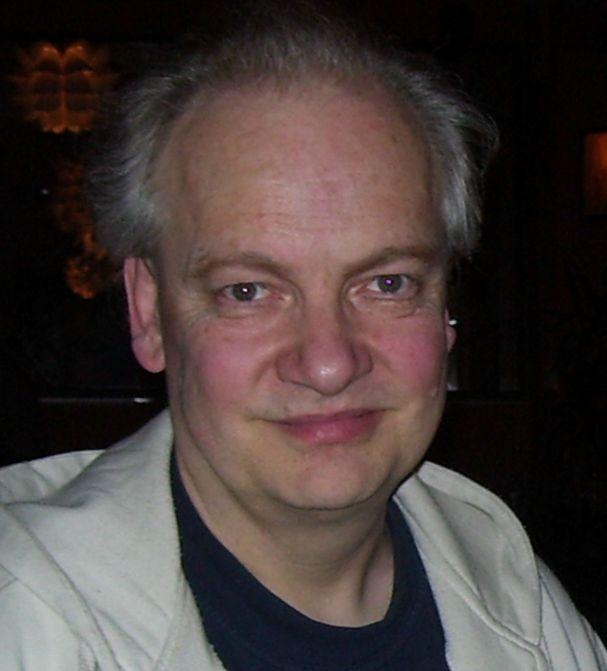
Kai Taschner (2009)

Kai Taschner (* 25. August 1957 in München) ist ein deutscher Schauspieler, Synchronsprecher, Dialogregisseur sowie Hörspiel- und Hörbuchsprecher.

## Leben
Der Sohn des Filmeditors Herbert Taschner und dessen Berufskollegin Ingeborg Taschner war im Alter von 13 bis 17 Jahren Mitglied einer freien Theatergruppe. Er ist gelernter Grafik-Designer und erhielt eine Musikausbildung an der Jazz-School München. Taschner besuchte keine Schauspielschule, kam aber durch seine Mutter frühzeitig mit der Filmwelt in Kontakt. Im Alter von 15 Jahren stand er erstmals vor der Kamera. 1977 war er in dem Film Stunde Null unter der Regie von Edgar Reitz zu sehen. Der Schwarz-Weiß-Film wurde 2009 restauriert und neu veröffentlicht.
Eine seiner bekanntesten Synchronrollen ist die Telefonstimme des Killers in den Horrorfilmen der Scream-Reihe und als Stimme von Chucky in zwei der Filme. Des Weiteren wird er oft für den Schauspieler Warwick Davis eingesetzt, etwa als Killer-Kobold Leprechaun in fast allen Filmen. Dem jüngeren Publikum ist er eher als die der Clarinschen sehr ähnlichen neuen Pumuckl-Stimme im Kinofilm Pumuckl und sein Zirkusabenteuer (2003) oder als der Gelbe Segelflossendoktor Blubbel in Findet Nemo bekannt. In der Disney-Serie Bonkers synchronisierte er die Titelrolle. Seit Jahren ist Taschner in unterschiedlichen Rollen in der Serie Die Simpsons zu hören, in der er seit 2007 mit Professor John Frink und seit 2014 mit Charles Montgomery Burns auch zwei feste Sprechrollen innehat, die er nach den Toden der bisherigen Sprecher Ivar Combrinck (Frink) und Reinhard Brock (Burns) übernahm. Gelegentlich führt er auch Synchronregie, so etwa für die deutschsprachige Fassung von Himmel und Huhn (2005). Taschner sprach auch einige Rollen in Computerspielen, wie den Quizmaster Jack in You Don’t Know Jack oder James „Jim“ Raynor aus StarCraft. Außerdem verlieh er in den BBC-Dokumentarfilmen Im Reich der Giganten und Monster der Tiefe sowie in der Dokufiktion Prehistoric Park – Aussterben war gestern dem britischen Zoologen Nigel Marven seine Stimme. Von 2005 bis 2013 war er der Sprecher der Programmhinweise auf dem Spielfilmkanal Das Vierte.
Im Fernsehen spielte er einige Rollen in Aktenzeichen XY … ungelöst sowie in Versteckte Kamera. Er verkörperte auch den jungen Franz Lang in Aus einem deutschen Leben (1977). Zudem spielte er in der Krimireihe Tatort und der Serie Forsthaus Falkenau. In dem Sechsteiler Tod eines Schülers (1980) war er in der Rolle des drogensüchtigen Mitschülers Kai Schiblow zu sehen.
Im November 2008 war Taschner in der Pasinger Fabrik in München im Live-Hörspiel Spring Heeled Jack auf der Bühne zu erleben und 2013 in dem ungewöhnlichen Kabarett-Programm Der Klangmull.

## Filmografie (Auswahl)
- 1972: Der Kommissar – Der Tennisplatz
- 1973: Stunde Null
- 1977: Aus einem deutschen Leben
- 1978: Tatort: Der Feinkosthändler
- 1979: Theodor Chindler
- 1979: Die Buddenbrooks
- 1981: Tod eines Schülers (2 Episoden)
- 1982: Blut und Ehre – Jugend unter Hitler
- 1983: Die Krimistunde (Fernsehserie, Folge 7, Episode: „Die Dame und der Jüngling“)
- 1983: Aktenzeichen XY … ungelöst (1 Episode)
- 1986: SOKO 5113 – Das Duell (Zweiteiler)
- 1986: Irgendwie und Sowieso (Fernsehserie, Folge Manhattan)
- 1997–2002: Forsthaus Falkenau (3 Episoden, verschiedene Rollen)
- 1998: Tatort: Starkbier
- 2004: Die Alm – Promischweiß und Edelweiß (20 Episoden)
- 2005: Die Burg – Prominent im Kettenhemd
- 2006: Auf dem Nockherberg (2 Episoden)

## Synchronisation
Warwick Davis
- 1992: Leprechaun – Der Killerkobold, Leprechaun
- 1994: Leprechaun 2, Leprechaun
- 1995: Leprechaun 3 – Tödliches Spiel in Las Vegas, Leprechaun
- 2000: Leprechaun 5 – In the Hood, Leprechaun (Synchro 2007)
- 2003: Leprechaun 6: Back 2 the Hood, Leprechaun (Synchro 2007)
- 2010: Harry Potter und die Heiligtümer des Todes – Teil 1, Griphook
- 2011: Harry Potter und die Heiligtümer des Todes – Teil 2, Griphook
- 2013: Jack and the Giants, Old Hamm
- 2019: Maleficent: Mächte der Finsternis, Lickspittle

Roger L. Jackson
- 1997: Scream – Schrei!, Killerstimme
- 1998: Scream 2, Killerstimme
- 1999: Halloween: H20, Killerstimme im TV
- 2000: Scream 3, Killerstimme
- 2011: Scream 4, Killerstimme
- 2022: Scream, Killerstimme
- 2023: Scream VI, Killerstimme

Brad Dourif
- 1998: Chucky und seine Braut, Chucky
- 2004: Chuckys Baby, Chucky

### Filme
- 1995: Der 1. Ritter, Ralf
- 1996: Richard III., James Tyrell
- 1996: Pepolino und der Schatz der Meerjungfrau, Fischhändler
- 1997: Scream – Schrei!, Hausmeister Fred (Wes Craven)
- 1997: Austin Powers – Das Schärfste, was Ihre Majestät zu bieten hat, Beavis und Patty O´Brian
- 1997: Men in Black, Jeebs
- 1997: Der englische Patient, Oliver
- 1997: Vertrauter Feind, Motocross TV-Sprecher
- 1997: Toy Story, Plastiksoldat
- 1997: 101 Dalmatiner, Alonzo (Tim McInnerny)
- 1998: Blade, Quinn
- 1998: John Carpenters Vampire, Jan Valek
- 1998: Lethal Weapon 4, Wah Sing Ku und Chinesischer Koch
- 1998: Der Staatsfeind Nr. 1, Jerry Miller
- 1998: U-Turn – Kein Weg zurück, Automechaniker
- 1998: Lost in Space, Alter Will
- 1998: Caipiranha – Vorsicht, bissiger Nachbar!, Telefonstimme
- 1999: Der blutige Pfad Gottes, Rocco
- 1999: Eve und der letzte Gentleman, Erzbischof Melker
- 1999: Die Asche meiner Mutter, St. Vincent Man
- 1999: Jeanne d’Arc – Die Frau des Jahrtausends, Gamaches
- 1999: South Park: Der Film – größer, länger, ungeschnitten, Ned
- 2000: Good Vibrations – Sex vom anderen Stern, Mann auf dem Planeten
- 2000: Road Trip, Hotelportier
- 2000: The 6th Day, Taxifahrer, Sicherheitssystem, Sicherheitsbeamter und Mann
- 2001: Alles über Adam, Martin
- 2001: Ritter aus Leidenschaft, Simon
- 2001: Evolution, Army-Officer und Bodyguard
- 2001: Harry Potter und der Stein der Weisen, Griphook der Kobold (Verne Troyer)
- 2001: 102 Dalmatiner, Waddlesworth (Eric Idle)
- 2002: Men in Black II, Jeebs
- 2002: Party Animals – Wilder geht’s nicht!, Campus Cop, Trever und Mann im Abspann
- 2002: Austin Powers in Goldständer, Japaner auf Straße und Ringrichter
- 2002: Santa Clause 2 – Eine noch schönere Bescherung, Osterhase
- 2002: Asterix – Operation Hinkelstein (Kölsch) Optio
- 2002: Das Königreich der Katzen, Rabe
- 2002: Im Reich der Giganten, Nigel Marven
- 2002: Scooby-Doo, Scooby-Doo
- 2003: Monster der Tiefe, Nigel Marven
- 2003: Der Herr der Ringe: Die Rückkehr des Königs, Schagrat
- 2003: Die Wutprobe, Lou
- 2003: Bad Boys II, Detective Reyes
- 2003: Findet Nemo, Blubbel (Stephen Root)
- 2003: Pumuckl und sein Zirkusabenteuer, Pumuckl
- 2008: Sunshine Barry und die Discowürmer, Dialogbuch und Jimmy
- 2008: Fabian, der Goldschmied, Sprecher
- 2008: Asterix bei den Olympischen Spielen, Doktormabus
- 2009: Oben, Movietown-Nachrichtensprecher
- 2014: Broadway Therapy, Quentin Tarantino
- 2014: Asterix im Land der Götter, Troubadix (Arnaud Léonard)
- 2015: Kind 44, Gerichtsmediziner (Ned Dennehy)
- 2015: Michel Blanc in Aladin – Tausendundeiner lacht!
- 2016: Phantastische Tierwesen und wo sie zu finden sind, Red (Dan Hedaya)
- 2018: Sherlock Gnomes, Paris (Stephen Merchant)
- 2020: Nocturne, Roger (John Rothman)

### Serien
- 1995: Monty Python’s Flying Circus, Michael Palin (Synchronisation von Sat.1)
- 1995: Sailor Moon, Jedyte und Falkenauge
- 1995: New Spider-Man, Eddie Brock und Venom
- 1997: Die Dschungelbuch-Kids, Kaa
- 1999: Pokémon, Diverse Figuren
- 1999: South Park, Diverse Figuren
- 2000: Futurama, Kif
- 2001: Cramp Twins, Tony
- 2002: Ranma ½, Jusenkyo-Führer
- 2002: Inu Yasha, Jaken
- 2003: One Piece, Zombiegeneral Tararan
- 2004: Drawn Together, Wollknäuel Sockenbart
- 2005–2007: American Dragon, Prof. Hans Rotwood
- 2006: Prehistoric Park – Aussterben war gestern, Nigel Marven
- seit 2007: Die Simpsons, Prof. Frink
- 2010: Law & Order: Special Victims Unit, Anton Petrov für Pasha D. Lychnikoff
- 2013: Utopia, Christian Donaldson
- seit 2013: Rick and Morty, Rick
- seit 2014: Die Simpsons, Mr. Burns
- 2016–2017: The Expanse, Antony Dresden
- 2019–2021: Disney Amphibia, Leopold Loggle
- 2023: One Piece (Live-Action-Serie), Lämmchen

### Videospiele
- 1996–2000: You Don’t Know Jack 2–4, Quizmaster[5]
- 1998: StarCraft, Jim Raynor, Tassadar, Space Marine, Raumjäger
- 1999: Midtown Madness, Kommentator
- 1999: Gabriel Knight 3, Franklin Mosely, Andere
- 2000: F.E.A.R. Mission Perseus, Capt. David Raynes
- 2001: Robotic Angel Shunsaku Ban
- 2001: Pokémon Stadium 2, Moderator
- 2002: Dynasty Warriors 3, Zhou Yu, Lu Meng, Lu Bu, Meng Huo
- 2002: Age of Mythology, Diverse Rollen
- 2003: Pumuckl und sein Zirkusabenteuer, Pumuckl
- 2003: DTM Race Driver, Fahrer
- 2003: Chrome, Diverse Rollen
- 2003: Findet Nemo – Abenteuer unter Wasser, Blubbel
- 2004: Samurai Warriors, Hideyoshi Toyotomi, Diverse
- 2004: Fable, Diverse Rollen
- 2005: Jade Empire, Lange-Fahne Dutong
- 2005: World of Warcraft, Diverse Rollen
- 2005: Age of Empires III, Warwick
- 2007: UFO: Afterlight, Fernando Ramirez
- 2007: Bioshock, Johnny
- 2007: Sam & Max: Season One, Bosco
- 2007: Timeshift, Diverse Rollen
- 2007: Mass Effect, Saren
- 2009: Geheimakte 2, Diverse Rollen
- 2010: StarCraft II: Wings of Liberty, Jim Raynor
- 2010: Mafia II, Harvey Beans, El Greco und diverse Nebenrollen
- 2011: Duke Nukem Forever, Diverse
- 2011: Call of Duty: Modern Warfare 3, Sandman
- 2012: Borderlands 2, Handsome Jack
- 2012: Spec Ops: The Line, Standard Gegner, 33te ID
- 2013: StarCraft II: Heart of the Swarm, Jim Raynor
- 2014: Borderlands: The Pre-Sequel, Jack
- 2015: Heroes of the Storm, Raynor, Tassadar
- 2015: StarCraft II: Legacy of the Void, Jim Raynor
- 2019: Star Wars Jedi: Fallen Order, Greez Dritus
- 2019: Borderlands 3, Handsome Jack, Timmothy Lawrence
- 2024: World of Warcraft: The War Within, Lehrensucher Cho

## Hörspiele (Auswahl)
- 2021: Tommy Krappweis: Mara und der Feuerbringer (Hörspieladaption, Audible, u. a. mit Rufus Beck & Christoph Maria Herbst)
- 2022: Tommy Krappweis: Todesmal (Feuerbringer-Saga 2, Hörspieladaption, Audible, u. a. mit Heino Ferch & Gronkh)

## Hörbücher
- 2012: Alexey Pehov: Schattenwanderer, Der Hörverlag, ISBN 978-3-8445-0837-6
- 2012: Alexey Pehov: Schattenstürmer, Der Hörverlag, ISBN 978-3-8445-0838-3
- 2012: Alexey Pehov: Schattentänzer, Der Hörverlag, ISBN 978-3-8445-0839-0
- 2021: Tommy Krappweis: Mara und der Feuerbringer (Audible exklusiv)
- 2021: Tommy Krappweis: Todesmal (Feuerbringer-Saga 2, Audible exklusiv)
- 2022: Tommy Krappweis: Mara und der Feuerbringer – Götterdämmerung (Feuerbringer-Saga 3, Audible exklusiv)